# Jorge Silva Guerra
Jorge Silva Guerra (Valparaíso, 11 de abril de 1897-Santiago, 14 de marzo de 1973) fue un ingeniero electricista y político chileno, que se desempeñó como ministro de Economía y Comercio de su país, durante el segundo gobierno del presidente Carlos Ibáñez del Campo entre 1954 y 1955.

## Familia y estudios
Nació en la ciudad chilena de Valparaíso el 11 de abril de 1897, hijo de Alberto Silva Palma y Lucinda Guerra. Realizó sus estudios primarios y secundarios en el Instituto de Humanidades Luis Campino. Continuó los superiores en la Universidad de Chile y en la Universidad Cornell, Estados Unidos; desde donde se tituló como ingeniero electricista en 1919.
Se casó en dos ocasiones, primero con Elena Rojas Villegas, con quien tuvo tres hijas: María Elena, Carmen Ximena y Consuelo, y en segundas nupcias con Beatriz Pérez Walker; teniendo cuatro hijos; Jorge, Beatriz, Angela y Clara.

## Carrera profesional y política
Inició su actividad profesional en 1921, ingresando como ingeniero a la Compañía de Electricidad, firma en la cual desempeñó los cargos de ingeniero jefe, subgerente general y gerente general. Asimismo, desde 1942 actuó como director y consultor general en la Compañía Ingeniería Eléctrica S. A., y en la Compañía Chilena de Electricidad.
Por otra parte, en 1952 fue elegido como presidente de la Cámara Central de Comercio. Sin afiliación política, con ocasión de la segunda administración del presidente Carlos Ibáñez del Campo, el 4 de junio de 1954, fue nombrado como titular del Ministerio de Economía y Comercio, función que ocupó hasta el 30 de mayo de 1955. Tras dejar el gobierno, asumió como director del Banco del Estado.
Fue socio del Club de La Unión, del Instituto de Ingenieros de Chile y del Stade Français. Falleció en Santiago de Chile el 14 de marzo de 1973, a los 76 años.